# Campionato caraibico femminile di pallavolo
Il Campionato caraibico femminile di pallavolo è una competizione pallavolistica organizzata dalla CAZOVA a partire dal 1991.
Si svolge con cadenza biennale e vi partecipano le nazionali caraibiche. L'ultimo vincitore del torneo è la nazionale di Trinidad e Tobago.
Il torneo è valido anche come qualificazione al campionato continentale: si qualifica la prima classificata.

## Edizioni
| Edizione      | Edizione                |  | Podio             | Podio             | Podio                   |
| Anno          | Organizzatore           |  | Campione          | Seconda           | Terza                   |
| ------------- | ----------------------- |  | ----------------- | ----------------- | ----------------------- |
| 1991 Dettagli | Suriname                |  | Antille Olandesi  | Suriname          | -                       |
| 1992 Dettagli | Giamaica                |  | Bahamas           | Barbados          | Giamaica                |
| 1993 Dettagli | Trinidad e Tobago       |  | Barbados          | Bahamas           | Trinidad e Tobago       |
| 1994 Dettagli | Bahamas                 |  | Barbados          | Bahamas           | Trinidad e Tobago       |
| 1995 Dettagli | Barbados                |  | Bahamas           | Barbados          | Trinidad e Tobago       |
| 1996 Dettagli | Isole Vergini Americane |  | Trinidad e Tobago | Giamaica          | Barbados                |
| 1998 Dettagli | Martinica               |  | Barbados          | Bahamas           | Martinica               |
| 2000 Dettagli | Barbados                |  | Barbados          | Trinidad e Tobago | Giamaica                |
| 2002 Dettagli | Trinidad e Tobago       |  | Barbados          | Trinidad e Tobago | Antille Olandesi        |
| 2004 Dettagli | Barbados                |  | Barbados          | Giamaica          | Trinidad e Tobago       |
| 2006 Dettagli | Bahamas                 |  | Trinidad e Tobago | Barbados          | Haiti                   |
| 2008 Dettagli | Barbados                |  | Trinidad e Tobago | Barbados          | Giamaica                |
| 2010 Dettagli | Suriname                |  | Trinidad e Tobago | Suriname          | Barbados                |
| 2012 Dettagli | Isole Vergini Americane |  | Trinidad e Tobago | Barbados          | Isole Vergini Americane |
| 2014 Dettagli | Trinidad e Tobago       |  | Trinidad e Tobago | Giamaica          | Suriname                |

## Medagliere
| Pos. | Squadra                 | 1º posto | 2º posto | 3º posto | Totale |
| ---- | ----------------------- | -------- | -------- | -------- | ------ |
| 1    | Barbados                | 6        | 5        | 2        | 12     |
| 2    | Trinidad e Tobago       | 6        | 2        | 4        | 12     |
| 3    | Bahamas                 | 2        | 3        | -        | 5      |
| 4    | Antille Olandesi        | 1        | -        | 1        | 2      |
| 5    | Giamaica                | -        | 3        | 3        | 6      |
| 6    | Suriname                | -        | 2        | 1        | 3      |
| 7    | Martinica               | -        | -        | 1        | 1      |
| 7    | Haiti                   | -        | -        | 1        | 1      |
| 7    | Isole Vergini Americane | -        | -        | 1        | 1      |